# Nirmatrelvir/ritonavir
Nirmatrelvir/ritonavir, comercializado por Pfizer bajo el nombre de Paxlovid, es un medicamento que se utiliza en el tratamiento del COVID-19. Combina el antiviral nirmatrelvir con el ritonavir, un tratamiento empleado también contra el VIH. Puede ser usado dentro de los cinco días desde el inicio de los síntomas, en personas que no requieran oxígeno suplementario pero estén en riesgo alto de desarrollar COVID-19 severo. Se administra por vía oral en forma de dos pastillas separadas.

## Eficacia
Inicialmente, Pfizer anunció que su antiviral reducía el riesgo de ser hospitalizado por covid en un 89%. Sin embargo, este resultado se basaba en un test realizado exclusivamente con pacientes de alto riesgo no vacunados. Para pacientes normales, Pfizer anunciaba una eficacia del 70%.
En junio de 2022, sin embargo, Pfizer reconoció que el Paxlovid no aporta ningún beneficio significativo en pacientes normales.
Los ensayos clínicos realizados por Pfizer han sido todos con la variante delta del SARS-CoV-2. No se han publicado datos clínicos sobre la eficacia del Paxlovid con la variante ómicron.

## Riesgos
Algunos pacientes tratados con este antiviral han sufrido recaídas de síntomas de covid al cesar el tratamiento. Es el caso, por ejemplo, de Anthony Fauci, del presidente estadounidense Joe Biden y del presidente de Pfizer, Albert Bourlia.
Los efectos secundarios comunes incluyen alteraciones en el sentido del gusto, diarrea, presión sanguínea alta, y dolores musculares. No está claro si es seguro en embarazadas. No debería ser utilizado por personas con problemas graves de riñón o hígado. Presenta interacciones con otros medicamentos, incluyendo anticonceptivos hormonales.  Contiene nirmatrelvir, inhibidor principal de la proteasa del SARS-CoV-2 y ritonavir, un inhibidor de CYP3A. 
En el estudio fase II/III EPIC-HR, los efectos adversos más frecuentemente observados fueron: disgeusia (4.8%–6%), diarrea (3%–3.9%), vómitos (1.3%), hipertensión (1%), y mialgias (1%).
Ensayos de laboratorio han mostrado que el virus SARS-CoV-2 puede mutar en pacientes tratados con este antiviral y desarrollar resistencia. A julio de 2022 todavía no se ha constatado ningún caso clínico de resistencia al medicamento.

## Aprobación por entidades de salud pública
La combinación de estos inhibidores fue aprobada para uso médico en el Reino Unido en diciembre de 2021. Estados Unidos también autorizó de emergencia su uso durante el mismo mes, para mayores de 12 años. México dio su autorización en enero de 2022. La Agencia Europea de Medicamentos lo aprobó pocos días después para "adultos que no requieren oxígeno suplementario y que tienen un mayor riesgo de que la enfermedad se agrave".
En abril de 2022, la Organización Mundial de la Salud (OMS) aprobó el uso de Paxlovid para pacientes de alto riesgo.

## Uso
El gobierno de Estados Unidos ha fomentado el uso masivo de Paxlovid. En 2021, antes de la autorización de emergencia, compró 10 millones de tratamientos valorados en 530 dólares cada uno, para administrarlos sin coste a los ciudadanos americanos. En julio de 2022, el gobierno autorizó la compra libre de Paxlovid en farmacias sin receta médica.
A mediados de 2022, Pfizer preveía ingresar unos 22 000 millones de dólares en el año por ventas de Paxlovid. La OMS ha reclamado a la empresa farmacéutica mayor transparencia sobre el precio de este medicamento.